# Plicatotheca indivisa
Plicatotheca indivisa is een hydroïdpoliep uit de familie Phialellidae. De poliep komt uit het geslacht Plicatotheca. Plicatotheca indivisa werd in 1948 voor het eerst wetenschappelijk beschreven door Fraser. 